# Brison-Saint-Innocent
Brison-Saint-Innocent là một xã thuộc tỉnh Savoie trong vùng Rhône-Alpes ở đông nam nước Pháp. Xã này nằm ở khu vực có độ cao trung bình 228 mét trên mực nước biển.